# Condition des femmes à Madagascar
Cet article détaille la condition des femmes à Madagascar.
À Madagascar, les femmes vivent généralement plus longtemps que les hommes, elles sont également plus nombreuses. Se mariant jeunes, elles sont traditionnellement soumises à leur mari. Environ un tiers d'entre elles ont leur premier enfant avant 19 ans, et celles qui souhaitent retarder leur grossesse n'ont pas toujours accès à la contraception. Bien qu'illégal sans exception, l'avortement est courant : on estime que 24 % des femmes y ont déjà eu recours. Bien qu'elles soient constitutionnellement égales aux hommes, elles bénéficient de droits de propriété et d'accès à l'emploi inégaux dans certains domaines.

## Santé
Les femmes malgaches ont une espérance de vie plus élevée que les hommes, avec une moyenne de 61,3 ans contre 57,7 pour les hommes en 2010. Il y a plus de femmes que d'hommes ; les femmes représentent 50,3 % de la population du pays en 2010, qui est de 19 669 953 habitants.
L'anémie est fréquente chez les femmes malgaches : 36 % d'entre elles en souffrent sous une forme ou une autre, généralement bénigne. La prévalence diminue ces dernières années. La prévalence du VIH/sida à Madagascar est inférieure à la moyenne africaine, le taux national étant estimé à 1 %. Les femmes enceintes présentent de faibles taux, en revanche, les taux d'autres maladies sexuellement transmissibles, notamment la syphilis, sont élevés.

## Vie familiale

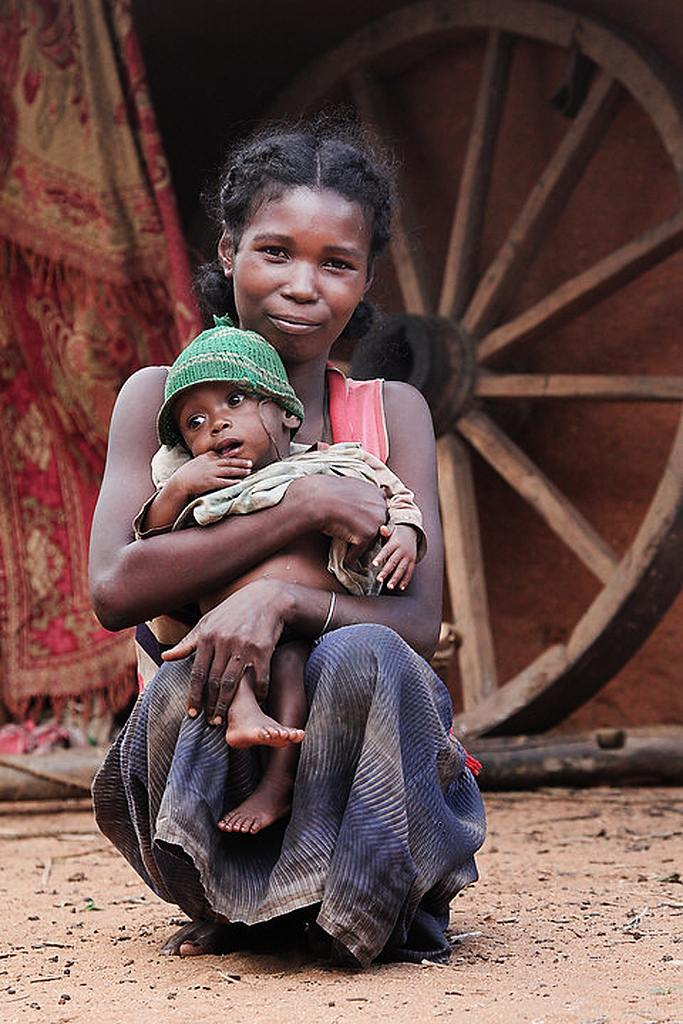
Une femme malgache avec son enfant

La loi malgache exige que les femmes aient 14 ans pour se marier, un âge inférieur à l'âge minimum pour les hommes. Avant 18 ans, seule l'autorisation parentale est requise pour qu'une femme se marie, tandis que les femmes de plus de 18 ans doivent donner leur propre consentement. Selon les Nations unies, 34 % des femmes âgées de 15 à 19 ans ont déjà été mariées. La polygamie est interdite, bien qu'elle existe encore. La culture est traditionnellement patriarcale.

## Fertilité
Bien que l'indice synthétique de fécondité (ISF) soit en baisse à Madagascar, le nombre important de femmes en âge de procréer permet à la croissance démographique d'entraîner une hausse du nombre total de naissances. Cet effet devrait s'atténuer à partir de 2040. Environ un tiers des femmes malgaches de moins de 19 ans ont déjà eu au moins un enfant, et la plupart allaitent, 51 % d'entre eux allaitant exclusivement pendant six mois.
Bien que les femmes malgaches aient de plus en plus recours aux contraceptifs, oraux et injectables, ceux utilisés ne sont pas suffisants, seulement 1,5 % des femmes utilisent des contraceptifs implantés. Le taux d’avortement est estimé à 1 sur 10, 24 % des femmes ont déjà subi un avortement. Quinze pour cent des femmes mariées souhaitant utiliser des contraceptifs n’ont pas accès aux initiatives de planification familiale. Dans la majorité des cas, le mari décide, en totalité ou en partie, des mesures à prendre. Une opinion minoritaire (représentée par 9 % des femmes et 8 % des hommes) estime qu'un mari peut battre sa femme si elle refuse d'avoir des rapports sexuels.
L'impact de l'éducation sur le taux de mortalité infantile à Madagascar a été constaté. Selon Maryanne Sharp et Ioana Kruse de la Banque mondiale, les mères ayant terminé leurs études secondaires subissent 40 à 50 % de décès infantiles de moins que les femmes moins instruites. Les femmes plus jeunes sont également moins susceptibles d'avoir des enfants qui meurent jeunes. Le taux moyen de mortalité périnatale diminue depuis 2003.
Le taux de mortalité maternelle à Madagascar est inférieur à la moyenne de l'Afrique subsaharienne, avec un total de 498 décès pour 100 000 naissances vivantes. Ce taux reste stable entre 2000 et 2009. Ce chiffre est influencé par de nombreux facteurs. Bien que 86 % d’entre elles bénéficient d’un examen prénatal, 49 % d’entre elles ne sont pas informées de la survenue de complications. Environ 46 % des nouvelles mères bénéficient de moins de quatre séances de soins postnatals. La plupart des femmes accouchent en dehors des centres de santé, et le nombre de celles qui bénéficient d'une assistance pour accoucher est en baisse. Selon Sharp et Kruse, 35 % des femmes malgaches qui accouchent en dehors des centres de santé ne reçoivent pas de soins médicaux. Les avortements dus aux grossesses non désirées sont également un facteur important.

## Économie

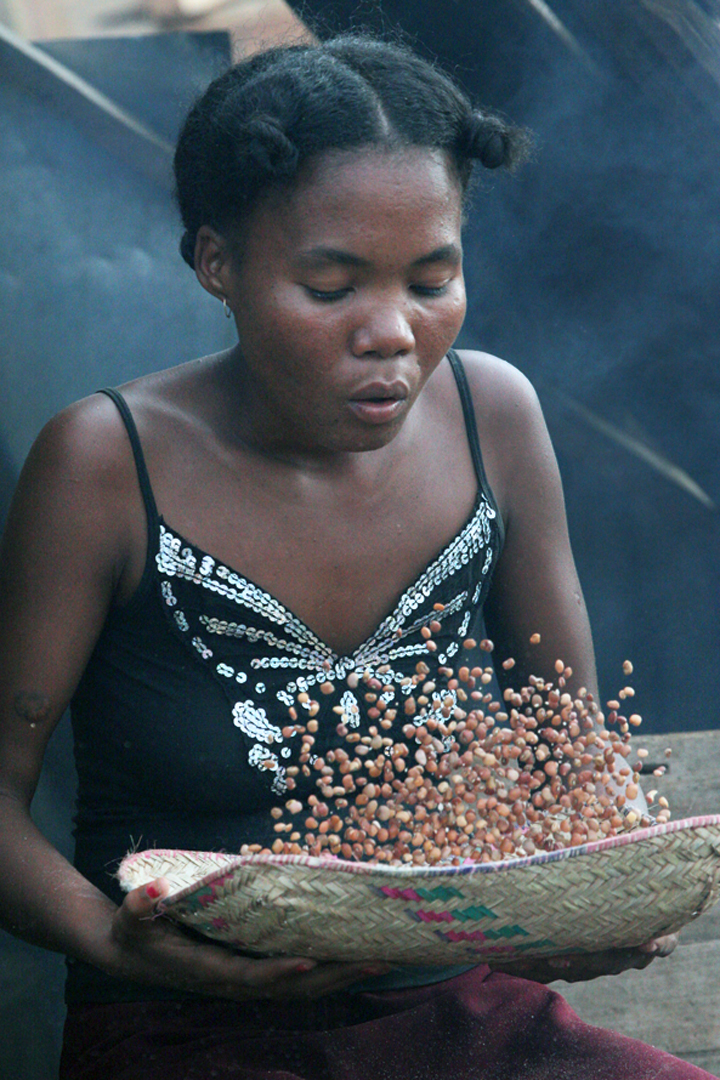
Une femme malgache préparant des cacahuètes

Les femmes malgaches aisées et de la classe moyenne consacrent beaucoup de temps à la cuisine et travaillent parfois à la production de manioc, de riz et de maïs. Les femmes plus pauvres travaillent souvent à la riziculture avec les hommes de la famille, bien qu'elles travaillent le plus souvent dans les cultures en sec. En dehors de la saison des récoltes, elles produisent et vendent d'autres produits pour subvenir aux besoins de leur famille.

## Égalité des genres
La discrimination fondée sur le genre est interdite par la Constitution malgache. Dans la pratique, l'Organisation de coopération et de développement économiques (OCDE) constate que des cas de discrimination en matière de droit successoral subsistent. L'OCDE juge le degré de discrimination fondé sur le genre comme moyen selon l'Indice des institutions sociales et de l'égalité des genres (en).
Les femmes jouissent légalement des mêmes droits de propriété, même si, dans certaines régions de la côte est de Madagascar, elles ne peuvent pas toujours être propriétaires de terres. Elles sont autorisées à posséder leur propre entreprise et n'ont pas besoin de l'autorisation de leur mari pour acquérir des terres. Leurs libertés civiles sont généralement bien respectées, cependant, en cas de violence conjugale, les femmes doivent signaler elles-mêmes le crime pour que la police intervienne. Les femmes bénéficient d'un droit traditionnel appelé misintaka, qui leur permet de quitter leur mari et de vivre avec leur famille.
À Madagascar, on pense souvent que les femmes devraient se concentrer sur la cuisine, les travaux agricoles étant confiés aux hommes. De ce fait, les femmes malgaches les plus pauvres ne sont pas autorisées à participer aux travaux agricoles sur les terres d'autrui. En cas de divorce, les femmes malgaches reçoivent traditionnellement un tiers des biens acquis durant le mariage, leur mari recevant les deux tiers restants ; elles peuvent également choisir de conserver leurs biens séparés pendant le mariage. Au décès du mari, la veuve malgache ayant donné naissance à un enfant reçoit la moitié des biens communs ; toutefois, si le couple était sans enfant, la famille du mari reçoit la majeure partie de l'héritage.